# Roger Closset
Roger Closset (Párizs 10. kerülete, 1933. február 11. – Rueil-Malmaison, 2020. október 27.) világbajnok, olimpiai ezüstérmes francia tőrvívó.